# Randolph (Maine)
Randolph – miasto w Stanach Zjednoczonych, w stanie Maine, w hrabstwie Kennebec.